# Linguagem assembly

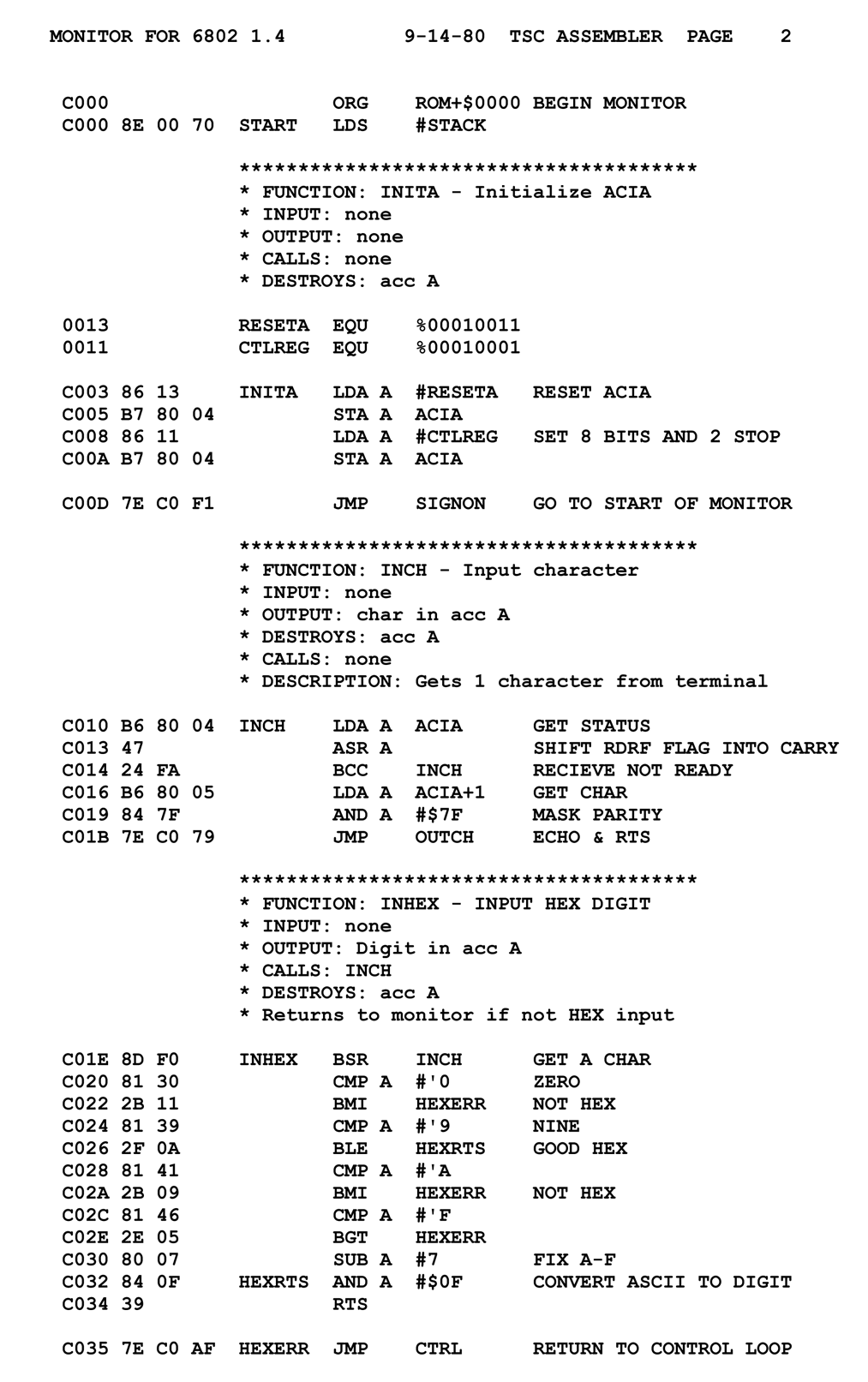
Motorola MC6800.

Assembly ou linguagem de montagem é uma notação legível por humanos para o código de máquina que uma arquitetura de computador específica usa, utilizada para programar códigos entendidos por dispositivos computacionais, como microprocessadores e microcontroladores. O código de máquina torna-se legível pela substituição dos valores em bruto por símbolos chamados mnemónicos.
Por exemplo, enquanto um computador sabe o que a instrução-máquina IA-32 (B0 61) faz, para os programadores é mais fácil recordar a representação equivalente em instruções mnemónicas MOV AL, 61h. Tal instrução ordena que o valor hexadecimal 61 (97, em decimal) seja movido para o registrador 'AL'.
Embora muitas pessoas pensem no código de máquina como valores em binário, ele é normalmente representado por valores em hexadecimal.
A tradução do código Assembly para o código de máquina é feita pelo montador ou assembler. Ele converte os mnemónicos em seus respectivos opcodes, calcula os endereços de referências de memória e faz algumas outras operações para gerar o código de máquina que será executado pelo computador.

## Arquitetura
Ao contrário do que acontece nas linguagens de alto nível, existe uma correspondência de 1 para 1 entre o código programado e o resultante. Isto é, uma instrução do programa equivale a uma operação do computador.
Cada arquitetura de computador tem seu próprio código de máquina, e cada montador gera códigos para uma arquitetura específica. Cada um desses montadores tem sua própria versão de código Assembly, que pode diferir ao uso de registradores, representação de números, ou até mesmo instruções mnemónicas. E isso pode dificultar um pouco na portabilidade do código, tendo em vista que o mesmo precisaria ser reescrito para poder ser montado para outra arquitetura.

## Registradores
Os registradores são pequenas e rápidas áreas de memória utilizada para diversos fins. Alguns desses registradores são utilizados para designar os locais da memória em que o processador vai executar ou pegar informações.

### Registradores de segmento
Segmento é uma área da memória usada para armazenar instruções, dados ou usado pela pilha. Os seguintes registradores são usados para designar estas áreas:
- CS - Code Segment, segmento de código em execução.
- DS - Data Segment, segmento de dados.
- SS - Stack Segment, segmento de pilha.
- ES - Extra Segment, segmento extra para armazenamento de dados.

### Registradores ponteiros
Esses registradores são utilizados para indicar posições da memória de instruções e dados.
- BP - Base Pointer, usado como ponteiro para indicar a base da stack frame atual. É usado por linguagens de programação de alto nível, como C, para controlar a área de memória na pilha usada por cada função.
- IP - Instruction Pointer, aponta para a próxima instrução que será executada.
- SP - Stack Pointer, aponta para o final da pilha.
- SI - Source Index, usado em operações com blocos de dados para apontar para o bloco de memória fonte.
- DI - Destination Index, usado em operações com blocos de dados para apontar para o bloco de memória de destino.

### Registradores de dados
Usado de forma geral no programa, para várias operações. Embora possam ser utilizados em outras ocasiões, cada um desses registradores foram feitos para tarefas específicas.
- AX - Registrador Acumulador, usado para operações aritméticas.
- BX - Registrador de Base, usado para indexar endereços na memória.
- CX - Registrador Contador, usado para contagem usando a instrução de loop.
- DX - Registrador de Dados, usado para armazenar dados de forma geral. Seja para cálculos ou operações de [I/O].

Esses registradores na verdade são uma junção de dois registradores de 8bits, somando ao todo 16bits.
Eles são AH, AL, BH, BL, CH, CL, DH, DL.
Também existem versões de 32 e 64bits desses registradores. Onde eles são:
- 32 bits - EAX, EBX, ECX, EDX
- 64 bits - RAX, RBX, RCX, RDX

## Montador
O montador ou assembler (não confundir com assembly) é um programa que cria o código objeto traduzindo as instruções da linguagem de montagem (assembly) para código de máquina. Além dos comandos básicos, que são traduzidos diretamente para a linguagem de máquina, alguns montadores também aceitam diretivas, que são comandos específicos para o montador. Por exemplo, é possível definir constantes na memória utilizando diretivas.
O montador possui tabelas, onde armazena informações importantes sobre o programa que está sendo montado. Tabelas de rótulos, de constantes e de comandos são as mais comuns.

## Exemplo de código Assembly

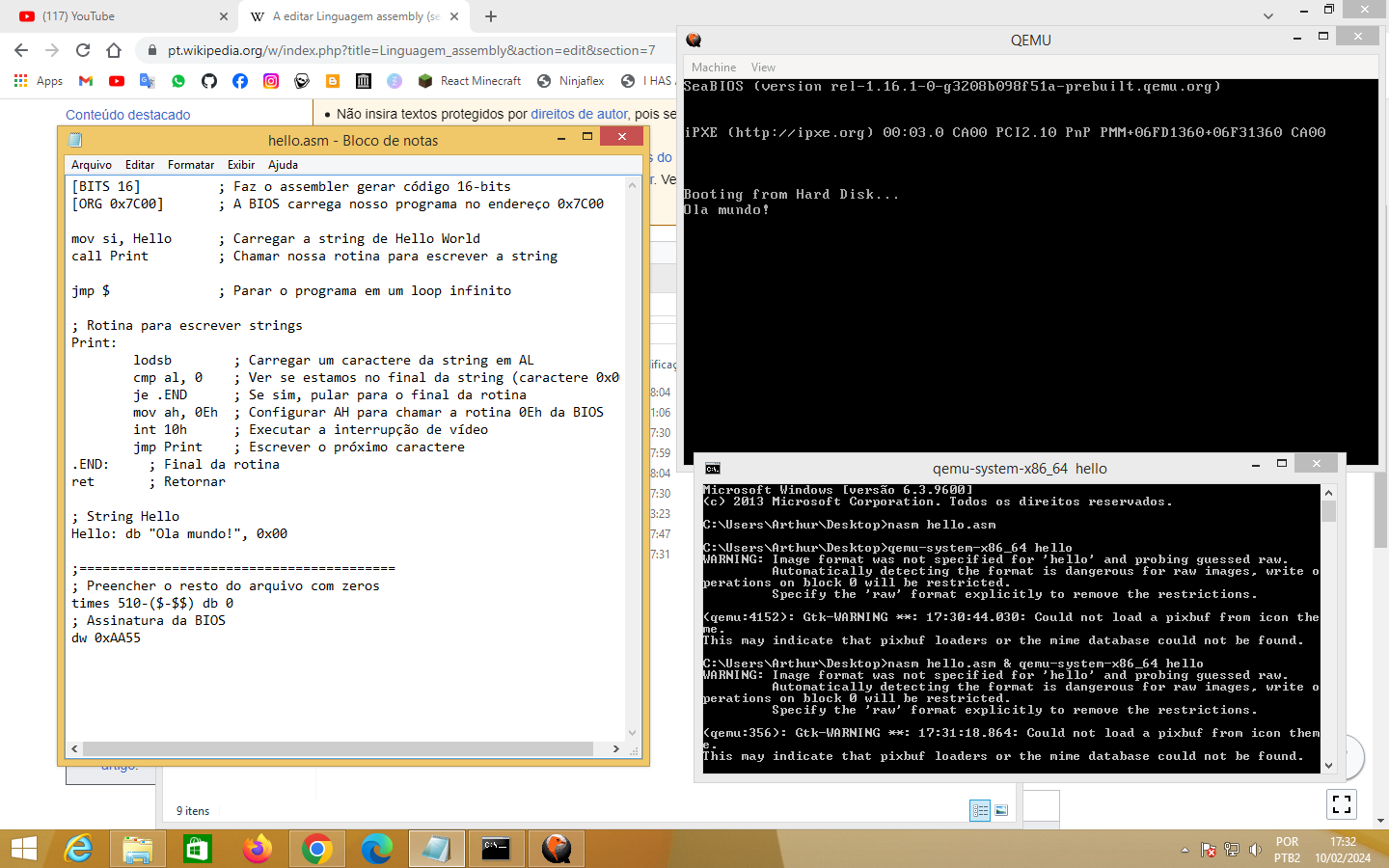
Este mesmo código sendo executado no QEMU

Um exemplo de código Olá Mundo feito para arquitetura 8086 que pode ser executado em uma máquina real sem APIs na sintaxe do NASM:
```
[
BITS
 
16
]
          
; Faz o assembler gerar código 16-bits

[
ORG
 
0x7C00
]
       
; A BIOS carrega nosso programa no endereço 0x7C00

mov
 
si
,
 
Hello
      
; Carregar a string de Hello World

call
 
Print
         
; Chamar nossa rotina para escrever a string

jmp
 
$
              
; Parar o programa em um loop infinito

; Rotina para escrever strings

Print:

	
lodsb
        
; Carregar um caractere da string em AL

	
cmp
 
al
,
 
0
    
; Ver se estamos no final da string (caractere 0x00)

	
je
 
.END
      
; Se sim, pular para o final da rotina

	
mov
 
ah
,
 
0
Eh
  
; Configurar AH para chamar a rotina 0Eh da BIOS

	
int
 
10
h
      
; Executar a interrupção de vídeo

	
jmp
 
Print
    
; Escrever o próximo caractere

.END:
     
; Final da rotina

ret
       
; Retornar

; String Hello

Hello:
 
db
 
"
Ola
 
mundo
!
"
,
 
0x00

;=========================================

; Preencher o resto do arquivo com zeros

times
 
510
-(
$-$$
)
 
db
 
0

; Assinatura da BIOS

dw
 
0xAA55

```